# Бутко Роман Анатолійович
Рома́н Анато́лійович Бутко́ (1990—2022) — солдат Збройних сил України, учасник російсько-української війни.

## Життєпис
Народився 13 березня 1990 року в селі Гудими Роменського району Сумської області. Згодом сім'я переїхала в село Юсківці Лохвицького району. Там закінчив Лучанську школу.  
У 2014 брав участь у війні на сході України, пройшов Донецький аеропорт та Іловайськ. Потім навчався в Сумському аграрному університеті який закінчив у 2016 році.
25 лютого 2022 року призваний до лав Збройних сил України, брав участь у боях на Херсонщині. 
2 жовтня 2022 року у районі села Давидів Брід Херсонської області загинув внаслідок мінометного обстрілу.

## Нагороди та вшанування
- Орден «За мужність» III ступеня[1].
- 13 березня 2023 року в селі Лука на фасаді школи, в якій навчався Роман, встановлено меморіальну дошку[2].